# Never Let It Go
Never Let It Go este un film românesc din 2016 regizat de Paul Negoescu. Rolurile principale au fost interpretate de actorii Alexandru Papadopol.

## Distribuție
Distribuția filmului este alcătuită din:
- Rolando Matsangos
- Olimpia Mălai
- Radu Romaniuc
- Iulia Ciochină
- Alexandru Papadopol — Petru
- Smaranda Caragea
- Crina Semciuc
- Angela Ioan
- Nicoleta Lefter